# 密里吉
密里吉（？—1262年），虎思斡儿朵（今吉尔吉斯斯坦托克马克）人，元朝将领。曷思麦里的儿子。
1239年，窝阔台命曷思麦里的两个儿子捏只必、密里吉分别承袭怀孟达鲁花赤、必阇赤。曷思麦里以札鲁忽赤回到西域。次年，进升为怀孟、河南二十八处都达鲁花赤，1251年，曷思麦里去世。密里吉袭为怀孟路达鲁花赤。元世祖中统三年（1262年），攻打南宋淮西，战死。